# Saint-Ilpize
Saint-Ilpize település Franciaországban, Haute-Loire megyében. Lakosainak száma 193 fő (2022. január 1.). Saint-Ilpize Blassac, Saint-Privat-du-Dragon, Vieille-Brioude és Villeneuve-d'Allier községekkel határos.

## Népesség
A település népessége az elmúlt években az alábbi módon változott:
| Lakosok száma | 209  | 188  | 207  | 186  | 189  | 191  | 189  | 186  | 185  | 193  |
|               | 1968 | 1982 | 1990 | 2006 | 2013 | 2015 | 2017 | 2019 | 2020 | 2022 |